# Isola del Giglio
Isola del Giglio (deutsch Insel Giglio) ist eine Gemeinde in der Provinz Grosseto der Region Toskana in Italien. Die Gemeinde besteht aus den beiden bewohnten Inseln Giglio und Giannutri sowie einigen kleinen Felseilanden (u. a. Isola della Cappa).
Der größte Teil der knapp 1500 Einwohner lebt in den drei Dörfern Porto, Castello und Campese der Insel Giglio. Auf Giannutri leben lediglich 27 Personen (2011).
Internationale Aufmerksamkeit erhielt Giglio im Januar 2012, als das Kreuzfahrtschiff Costa Concordia vor der Insel auf Grund lief.

## Inseln
Giglio befindet sich etwa 50 Kilometer südöstlich von Elba und rund 18 Kilometer westlich der Halbinsel Monte Argentario. Die Insel ist überwiegend gebirgig, ihr höchster Gipfel, der Poggio della Pagana, erreicht 496 m. ü. M. Die Insel besteht fast ausschließlich aus Granit mit Ausnahme des Franco Promontorios im Nordwesten der Insel, der aus Kalkstein gebildet ist. Die Küste ist vorwiegend felsig und knapp 28 Kilometer lang. Die vier größten Strände sind Campese an der Westküste und Arenella, Cannelle und Caldane an der Ostküste.
Die halbmondförmige Insel Giannutri liegt 14 Kilometer südlich des Monte Argentario und rund 16 Kilometer südöstlich der Insel Giglio. Sie ist über drei Kilometer lang und maximal 500 Meter breit. Die buchtenreiche Insel ist verhältnismäßig flach, ihr höchster Punkt ist 88 Meter hoch.

## Geschichte
Zur Geschichte der Insel Giglio siehe Giglio (Insel)#Geschichte.
Bürgermeister der Gemeinde Isola del Giglio
- Giacomo Landini 1995–2004
- Attilio Brothel 2004–2009
- Sergio Ortelli seit 2009[2]

## Bilder

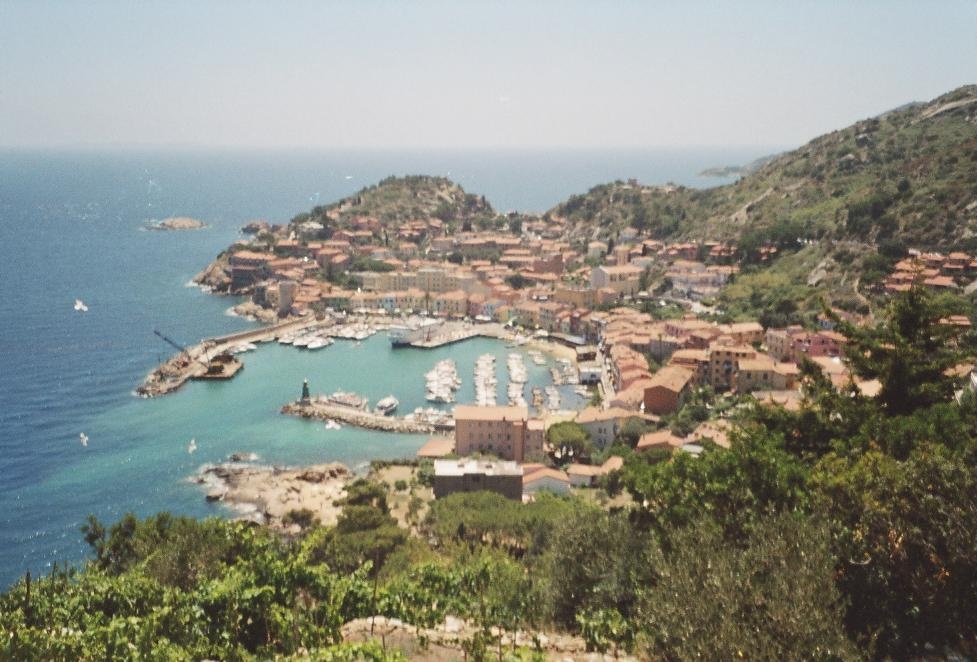
Giglio Porto
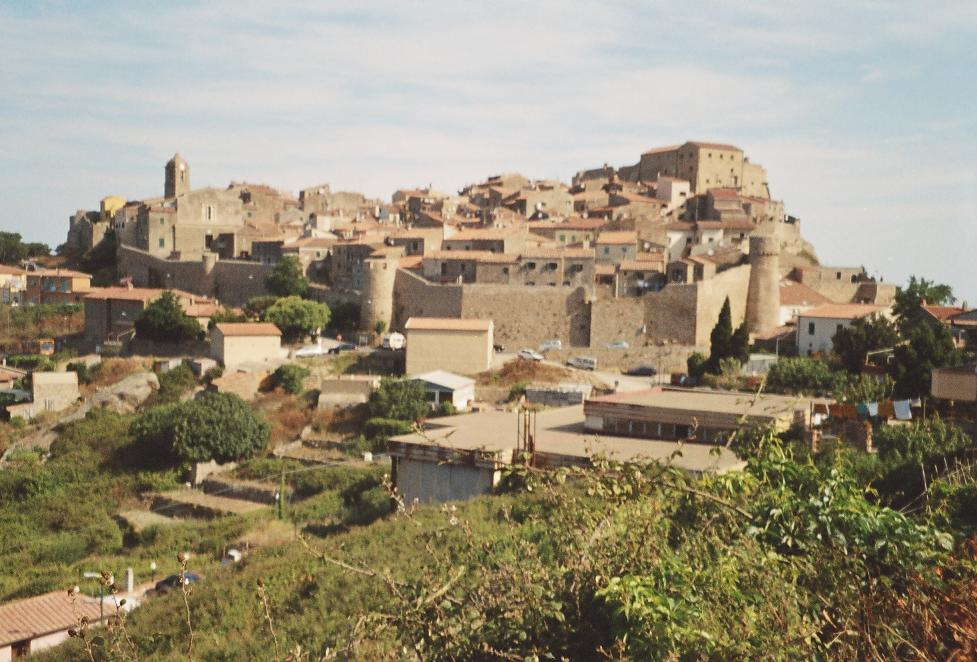
Giglio Castello
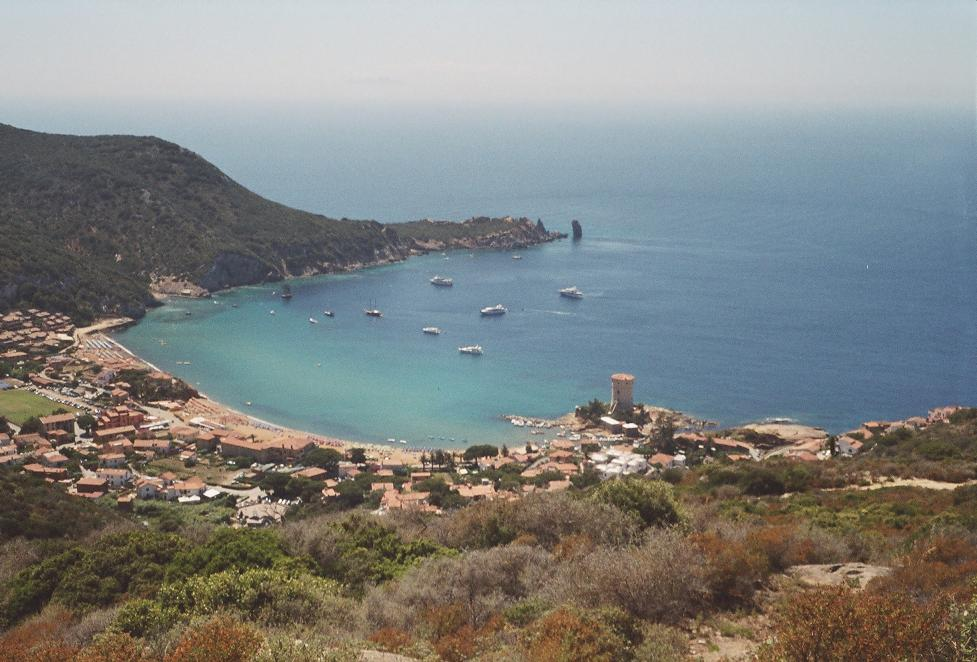
Giglio Campese
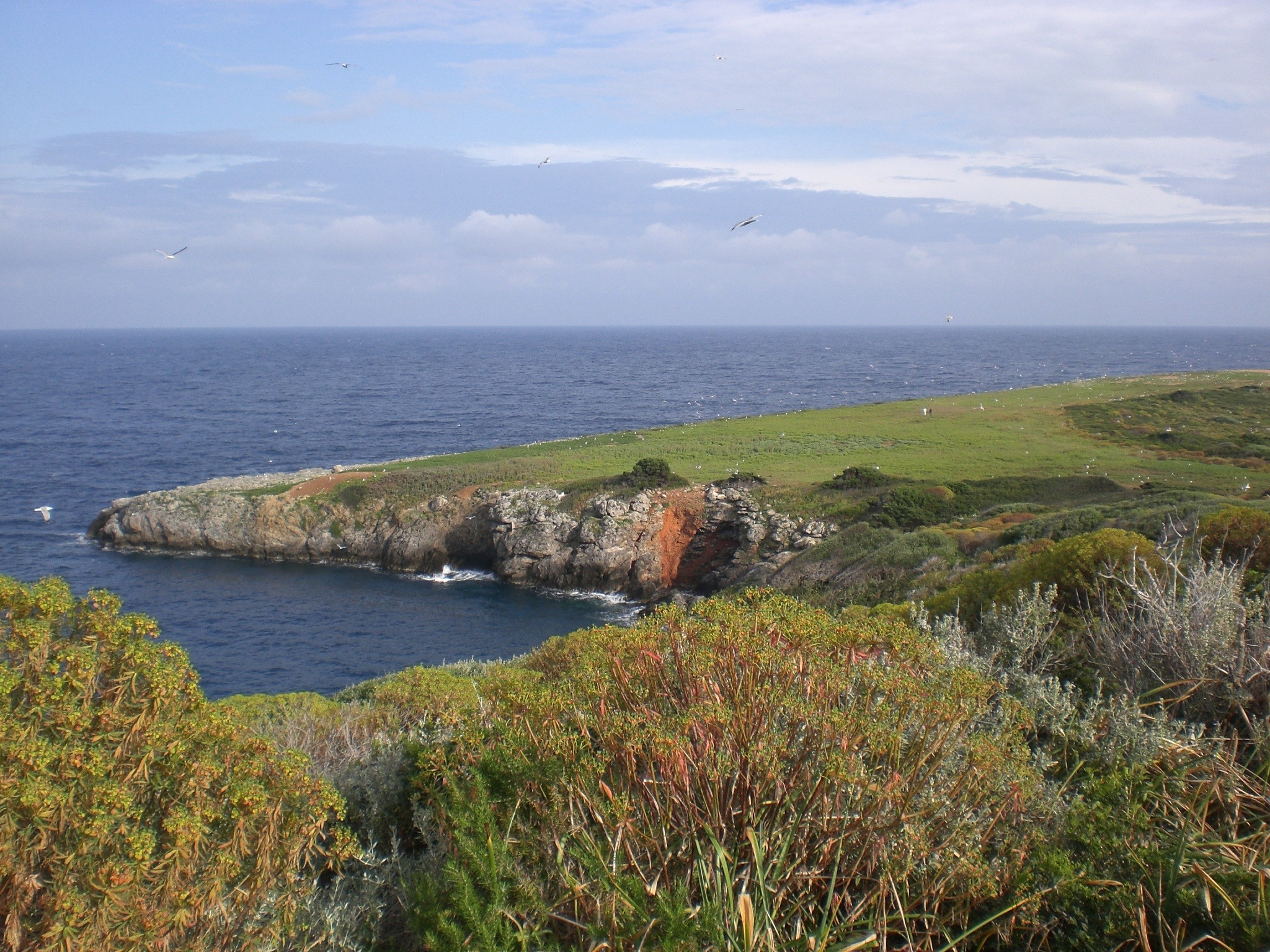
Insel Giannutri
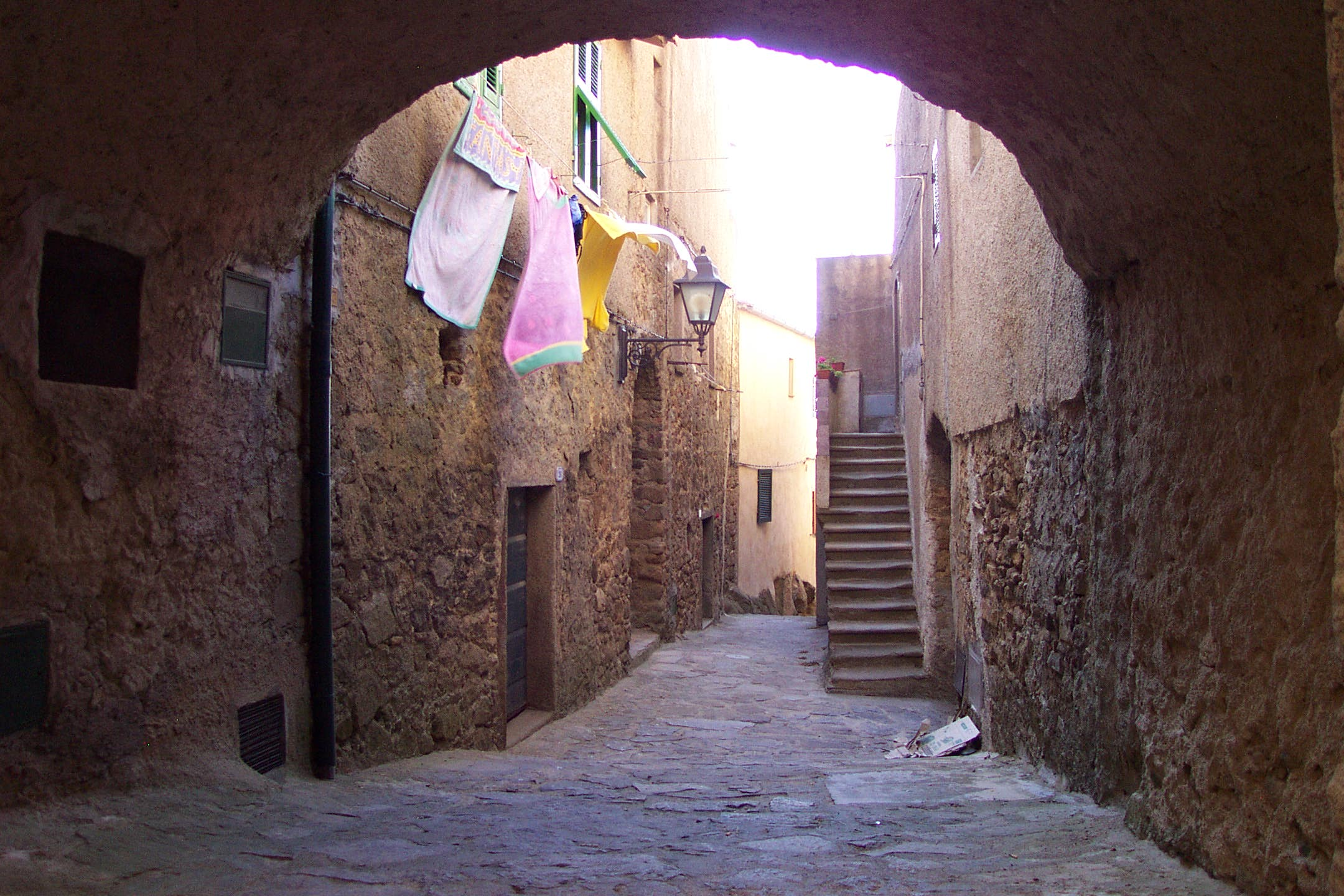
Eine Gasse in Giglio Castello
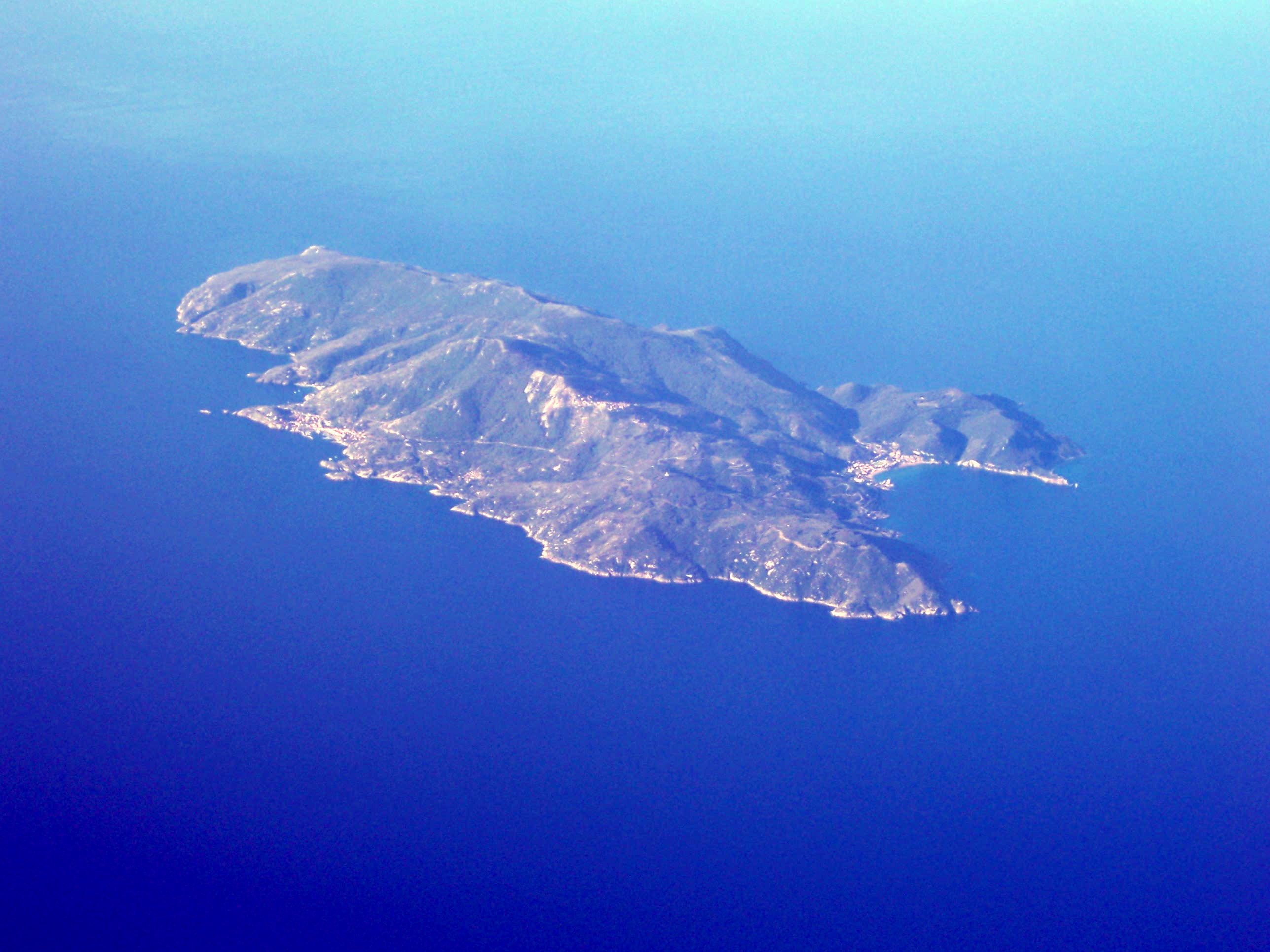
Luftbild der Insel Giglio